# 鹿島建設
鹿島建設株式会社（かじまけんせつ）は、東京都港区元赤坂に本社を置く、日本の大手総合建設会社（スーパーゼネコン）である。対外的には鹿島（かじま）と称する。日経平均株価およびJPX日経インデックス400の構成銘柄の一つ。ACジャパン（旧・公共広告機構）正会員企業。

## 概要
「スーパーゼネコン」とも称される、ゼネコン大手五社（鹿島建設、大林組、清水建設、大成建設、竹中工務店）の一つである。
江戸末期の大名屋敷のお出入り大工店に始まり、明治初期の外国商館や毛利家高輪本邸など西洋館の建築業（洋館の鹿島）、東北本線や山手線など全国の鉄道工事事業（鉄道の鹿島）、軽井沢の別荘地開発事業（鹿島の森）等を通じて名を揚げ、繁栄を築いていった。
超高層ビル事業を得意とし、蓄積された高度な技術とノウハウ、業界随一の技術研究所を有している。東京駅の八重洲口再開発や丸の内駅舎保存・復原工事（2012年10月1日完成）、秋葉原地区などの開発事業や海外でのプロジェクトにも実績が豊富である。
一方で社員があっせん利得処罰法違反で逮捕されるなど、数々の談合事件にも関与しており、その後の建設業者に少なからず影響を与えている。
コーポレートスローガンは「100年をつくる会社」である。

## 沿革
- 1840年（天保11年） - 鹿島岩吉、江戸四谷で大工の修行後棟梁株を入手し江戸中橋正木町に店を構える。屋号は「大岩」。
- 1880年（明治13年） - 鹿島組創立。東京京橋木挽町九丁目に本店を構え、岩吉の子・鹿島岩蔵が初代組長となる。
- 1918年（大正7年） - 丹那トンネル西口着工。1934年（昭和9年）完成まで17年の歳月を要した難工事。
- 1929年（昭和4年） - 本店を木挽町より八重洲へ移転。
- 1930年（昭和5年） - 株式会社鹿島組設立（資本金300万円）。鹿島精一が社長となる。
- 1938年（昭和13年） - 鹿島守之助社長就任。
- 1945年（昭和20年） - 花岡事件。
- 1947年（昭和22年） - 商号を鹿島建設株式会社に変更。
- 1965年（昭和40年） - 日本で最初の超高層ビル、三井不動産霞が関ビル（地上36階）着工。
- 1968年（昭和43年） - 本社を元赤坂へ移転。跡地は八重洲ブックセンターとなる。
- 1973年（昭和48年） - サンシャイン60着工。
- 1974年（昭和49年） - 最高裁判所新庁舎完成。新宿副都心のビル群（新宿住友ビル、KDDビル、新宿三井ビル）完成。
- 1988年（昭和63年） - 青函トンネル、本州四国連絡橋完成。
- 1989年（平成元年） - 創業150年記念式典挙行。KIビル（鹿島建設本社第二ビル）完成。
- 1991年（平成3年） - KAJIMA EVOLUTION21計画発表、対外的な呼称を鹿島建設から単に「鹿島」とする。
- 1992年（平成4年） - 東京イースト21完成。
- 1993年（平成5年） - 天王洲アイルシーフォートスクエア完成。
- 1994年（平成6年） - 新宿パークタワー、恵比寿ガーデンプレイス完成。ゼネコン汚職事件で副社長の清山信二が逮捕、後に1審・2審とも有罪判決。
- 1995年（平成7年） - 阪神大震災復旧工事、テレコムセンター完成。スエズ運河トンネル改修を受注。
- 1996年（平成8年） - フジテレビ本社ビル、エムウェーブ完成。
- 1997年（平成9年） - 東京湾横断道路貫通、宮ヶ瀬ダム完成。品質保証に関する国際規格ISO 9000取得。
- 1998年（平成10年） - ISO 14000取得。小倉駅アミュプラザ小倉、広島イースト完成。明石海峡大橋開通。
- 1999年（平成11年） - 来島海峡大橋開通。ゲートシティ大崎完成。
- 2000年（平成12年） - 深川ギャザリア 商業棟、代官山アドレス完成。
- 2001年（平成13年） - 埼玉スタジアム2002完成。
- 2002年（平成14年） - JR東日本、鉄建建設と連携強化。この年、韓国の建設業者の欠陥工事により崩壊したパラオのKBブリッジの代替となる新KBブリッジが完成（政府開発援助によるもの）。
- 2003年（平成15年） - 汐留シオサイトのビル群（パナソニック東京汐留ビル、日本通運本社ビル、汐留タワー、トッパンフォームズビル、汐留メディアタワー）が相次いで完成。六本木ヒルズ森タワー、時事通信ビル、深川ギャザリア タワーS棟完成。
- 2004年（平成16年） - 八甲田トンネル貫通。軽井沢大賀ホール完成。中国に現地法人「鹿島（上海）工程有限公司」設立。
- 2005年（平成17年） - 矢作川橋、秋葉原ダイビル、日本橋三井タワー完成。清水、大林、大成と共同で談合決別宣言を表明。
- 2006年（平成18年）
  - 大阪市立大学高原記念館、新東名高速道路内牧高架橋（PC上部工）、クロスタワー大阪ベイ、虎ノ門タワーズ・オフィス&レジデンス、小丸川発電所上部調整池、産業環状道路第3工区、国立新美術館、秋葉原UDX、練馬トンネル、宮城球場、ラポルトすず、赤坂ガーデンシティ、宏盛帝寶マンション、竣工。
  - 5月11日 - 防衛施設庁談合事件にからむ不正入札に関して、国土交通省から30日間の営業停止命令が下りる。また、同事件にからむ営業停止命令は、同社を含んだゼネコン大手など8社に及ぶ規模。
- 2007年（平成19年）
  - 鉄道博物館、芝浦アイランド、第二名神高速道路池山高架橋（PC上部工）上り線、ニコラス・G・ハイエックセンター、パイオニア川崎事業所、フジテレビ湾岸スタジオ、多摩美術大学附属図書館、サミットウインドパワー鹿嶋発電所、深川ギャザリア タワーN棟、新本社ビル竣工。
  - 東京駅丸の内駅舎保存・復原工事に着手（2012年10月完成予定）。
  - 3月5日 - 名古屋の地下鉄談合事件により、国土交通省から3.5か月間の指名停止措置を受ける。
  - 12月9日 - 大分市でのキヤノン製造工場建設の際に下請建設会社に対し架空の外注費を請求したとして、6億円もの追徴課税を東京国税局から受けた。
- 2008年（平成20年） - 高層ビル解体においてダルマ落としのように下のフロアから徐々に壊していく鹿島カットアンドダウン工法を世界で初めて開発、実用化。旧本社ビルが同工法の試験に供されて解体された。
- 2024年（令和6年） - 小型立体音響スピーカー「OPSODIS 1」を開発。[4]

## 歴代社長
「大岩」
- 鹿島岩吉：1840年 - 1880年（創業者）

鹿島組組長
- 鹿島岩蔵：1880年 - 1912年
- 鹿島精一：1912年 - 1930年

鹿島組社長
- 鹿島精一：1930年 - 1938年
- 鹿島守之助：1938年 - 1947年

鹿島建設社長
- 鹿島守之助：1947年 - 1957年
- 鹿島卯女：1957年 - 1966年
- 渥美健夫：1966年 - 1978年
- 石川六郎：1978年 - 1984年
- 鹿島昭一：1984年 - 1990年
- 宮崎明：1990年 - 1996年
- 梅田貞夫：1996年 - 2005年
- 中村満義：2005年 - 2015年
- 押味至一：2015年 - 2021年6月
- 天野裕正：2021年6月 - 現職

## 主要拠点

### 本社
- 建築管理本部／開発事業本部／海外事業本部（東京都港区赤坂6-5-11 鹿島赤坂別館）
- 土木管理本部／土木設計本部（東京都港区元赤坂1-3-8 KTビル）
- 建築設計本部／エンジニアリング事業本部／環境本部（東京都港区赤坂6-5-30 KIビル）
- 技術研究所（東京都調布市）

### 支店
- 北海道支店（北海道札幌市中央区）
- 東北支店（宮城県仙台市青葉区）
  - 青森営業所（青森県青森市）
  - 盛岡営業所（岩手県盛岡市）
  - 秋田営業所（秋田県秋田市）
  - 山形営業所（山形県山形市）
  - 福島営業所（福島県福島市）
- 関東支店（埼玉県さいたま市大宮区）
  - 茨城営業所（茨城県水戸市）
  - 栃木営業所（栃木県宇都宮市）
  - 群馬営業所（群馬県前橋市）
  - 長野営業所（長野県長野市）
  - 東部営業所（東京都足立区）
- 東京土木支店（東京都港区赤坂1-3-8 KTビル）
- 東京建築支店（東京都港区赤坂6-5-11 鹿島赤坂別館）
  - 千葉営業所（千葉県千葉市美浜区）
- 横浜支店（神奈川県横浜市中区）
  - 静岡営業所（静岡県静岡市駿河区）
- 北陸支店（新潟県新潟市中央区）
  - 富山営業所（富山県富山市）
  - 金沢営業所（石川県金沢市）
  - 福井営業所（福井県福井市）
- 中部支店（愛知県名古屋市中区）
  - 三重営業所（三重県四日市市）
  - 岐阜営業所（岐阜県岐阜市）
- 関西支店（大阪府大阪市中央区）
  - 京都営業所（京都府京都市下京区）
  - 奈良営業所（奈良県奈良市）
  - 神戸営業所（兵庫県神戸市中央区）
  - 姫路営業所（兵庫県姫路市）
  - 和歌山営業所（和歌山県和歌山市）
- 四国支店（香川県高松市）
  - 愛媛営業所（愛媛県松山市）
- 中国支店（広島県広島市南区）
  - 岡山営業所（岡山県岡山市北区）
  - 山口営業所（山口県周南市）
  - 山陰営業所（島根県松江市）
- 九州支店（福岡県福岡市博多区）
  - 長崎営業所（長崎県長崎市）
  - 熊本営業所（熊本県熊本市中央区）
  - 大分営業所（大分県大分市）
  - 沖縄営業所（沖縄県那覇市）

### 海外営業所等
- 台湾営業所
- シンガポール営業所
- インドネシア営業所
- ベトナム営業所
- ミャンマー営業所
- 海外事業本部中国連絡事務所

## 関連会社

### 国内

#### 設計・コンサルタント
- 株式会社アバンアソシエイツ
- 株式会社アルテス
- 株式会社アルモ設計
- 株式会社イー・アール・エス
- 株式会社イリア
- 株式会社グローバルBIM
- 株式会社小堀鐸二研究所
- 株式会社ランドスケープデザイン
- リテックエンジニアリング株式会社

#### 調達・施工
- 鹿島環境エンジニアリング株式会社
- 鹿島クレス株式会社
- 鹿島道路株式会社
- 鹿島フィット株式会社
- カジマメカトロエンジニアリング株式会社
- カジマ・リノベイト株式会社
- 神奈川建設工業株式会社（鹿島道路100%）[5]
- グラウト物産株式会社[6]
- 株式会社クリマテック
- 株式会社クリマ・ワークス（クリマテック100%）[7]
- ケミカルグラウト株式会社
- 大興物産株式会社（鹿島建設98%）[8]
- 日本海上工事株式会社（鹿島道路100%）[5]
- 女神建設株式会社（鹿島道路100%）[5]
- 有限会社熊本リサイクルセンター（鹿島道路83%、前田満美17%）[5]
- 株式会社オーシャン（大城洋美52.4％ 鹿島道路33.3％ 鹿島フィット14.3％）[5]
- グリーン建材株式会社（鹿島建設、大成建設、清水建設の3社共同出資）[9]

#### 運営・管理
- 熱海インフラマネジメント合同会社（静岡県熱海市の観光有料道路、熱海ビーチラインを保有・運営）
- イートン リアルエステート株式会社（鹿島建設100%）[10]
- 鹿島建物総合管理株式会社
- 鹿島東京開発株式会社
- 鹿島不動産投資顧問株式会社
- 鹿島プロパティマネジメント株式会社
- 鹿島八重洲開発株式会社
- 新潟万代島ビルディング株式会社
- 秩父宮ラグビー場株式会社（東京都港区新秩父宮の整備や運営などを行う、鹿島建設が代表企業となる会社）
- 羽田みらい開発株式会社（東京都大田区羽田空港跡地において大規模複合施設「HANEDA INNOVATION CITY（略称：HICity）」の開発・運営を行う、鹿島建設を含め9社が出資する事業会社）

#### サービス・商品販売
- 株式会社Kプロビジョン
- 株式会社One Team
- 株式会社アクト・テクニカルサポート
- 株式会社カジマアイシーティ
- 鹿島サービス株式会社
- 鹿島リース株式会社
- 株式会社ケイアールエル（鹿島道路100%）[5]
- 株式会社都市環境エンジニアリング
- 株式会社八重洲ブックセンター
- 株式会社KNC Planning（鹿島建設50%、日本電気50%の比率による合弁会社）[11]
- 東京メトロポリタンテレビジョン株式会社（全株式のうち3.51%を所持）

#### 出版
- 株式会社鹿島出版会

#### ホテル・レジャー
- 株式会社当間高原リゾート（新潟県十日町市のリゾート施設、ベルナティオを所有）
- 鹿島軽井沢リゾート株式会社（群馬県吾妻郡長野原町のリゾート施設、プレジデントリゾート軽井沢を所有、2024年12月現在改装中で改装後はIHGホテルズ＆リゾーツ系列のANAホリデイ・インリゾート軽井沢（IHG・ANA・ホテルズグループジャパン運営）となる予定。[12]）
- 鹿島リゾート株式会社（長野県茅野市の別荘地、蓼科高原チェルトの森を管理）
- 株式会社森林公園ゴルフ倶楽部（埼玉県大里郡寄居町のゴルフ場を運営）
- 那須リゾート株式会社（栃木県那須郡那須町のゴルフ場、那須ちふり湖カントリークラブを運営）
- 東観光開発株式会社（埼玉県東松山市のゴルフ場、高坂カントリークラブを運営）
- ホテルイースト21東京（鹿島東京開発株式会社ホテル事業部、ホテルオークラ系列、東京ディズニーリゾート・グッドネイバーホテルの一つ）
- 株式会社ホテル鹿島ノ森（長野県軽井沢町のホテルを運営、ホテルオークラ系列）

#### 緑化・保険
- 株式会社かたばみ

#### かつて存在した関連企業
- 株式会社エムコ（現在の鹿島環境エンジニアリング）
- カジマアクアテック株式会社（現在の鹿島環境エンジニアリング）
- 株式会社カジマビジョン（ピー・アール・オーと統合、現在のKプロビジョン）
- 協和建設工業株式会社（クリマテックと合併）
- クリエイティブライフ株式会社（鹿島建物総合管理株式会社と合併）
- 株式会社ニューロット（墓地及び霊園に関するコンサルティングサービス）[13]
- 株式会社ピー・アール・オー（カジマビジョンと統合、現在のKプロビジョン）

### 海外
- Kajima U.S.A. Inc. - アトランタ
  - Kajima International Inc. - アトランタ
  - Kajima Building & Design Group, Inc. - アトランタ
  - Kajima Associates, Inc. - アトランタ
  - Batson-Cook Company - アトランタ
  - Kajima Real Estate Development Inc. - アトランタ
  - Core5 Industrial Partners LLC - アトランタ
  - Batson-Cook Development Company - アトランタ
  - Flournoy Construction Company - コロンバス
  - Flournoy Development Company - コロンバス
  - KCS West, Inc. - ロサンゼルス
  - Kajima Development Corporation - ロサンゼルス
  - Hawaiian Dredging Construction Company, Inc. - ホノルル
  - Development Ventures Group, Inc. - ニューヨーク
  - Anglebrook Golf Club - ニューヨーク
  - The Austin Company - クリーブランド
  - TAC Diseno Y Construir, S.A. (The Austin Company Mexico) - メキシコシティ
- Kajima Asia Pacific Holdings Pte. Ltd. - シンガポール
  - Kajima Overseas Asia Pte. Ltd. - シンガポール
  - Kajima Design Asia Pte Ltd - シンガポール
  - Kajima Overseas Asia (Singapore) Pte. Ltd. - シンガポール
  - Kajima Development Pte. Ltd. - シンガポール
  - International Facility Engineering Pte. Ltd. - シンガポール
  - Pt Kajima Indonesia - インドネシア
  - Pt Senayan Trikarya Sempana - インドネシア
  - Pt Jimbaran Greenhill - インドネシア
  - Thai Kajima Co., Ltd. - タイ
  - Ramaland Development Co,. Ltd. - タイ
  - Bang Tao Beach Ltd. - タイ
  - Kajima (Malaysia) Sdn. Bhd. - マレーシア
  - Kajima Vietnam Co., Ltd. - ベトナム
  - Indochina Kajima Development Ltd. - ベトナム
  - Kajima Philippines Inc. - フィリピン
  - Allied Kajima Ltd. - 香港
  - Kajima India Pvt. Ltd. - インド
  - Kajima Myanmar Co., Ltd.- ミャンマー
  - Kajima Myanmar Development And Management Co., Ltd. - ミャンマー
- Kajima Europe Ltd. - イギリス
  - Kajima Partnerships Ltd. - イギリス
  - Kajima Properties (Europe) Ltd. - イギリス
  - Pario Limited - イギリス
  - Kajima Ireland Ltd. - アイルランド
  - Kajima France Development S.A.R.L. - フランス
  - Les Domaines De Saint Endréol - フランス（ゴルフ場とスパを備えたリゾート地）
  - Kajima Czech Design And Construction S.R.O. - チェコ
  - Kajima Poland Sp. Z O.O. - ポーランド
  - Student Depot Sp. Z O.O. - ポーランド
- Kajima Australia Pty Ltd - オストラリア/ニュージーランド
  - Icon Co Holdings Pty Ltd - オーストラリア/ニュージーランド
  - Icon Developments Australia Pty Ltd - オーストラリア
  - Cockram Projects (Shanghai) Construction & Engineering Co Ltd. - 上海
  - Scenario Cockram Limited - 香港
- 中鹿營造股份有限公司 - 台湾
- 鹿島建設（中国）有限公司 - 上海

## 主な技術開発

### 登録商標
- A4CSEL（クワッドアクセル）[14]
  - A4CSEL for Tunnel[15]
- Cem R3[16][17]
  - エコクリートR3
- CO2-SUICOM（シーオーツースイコム、CO2-Storage and Utilization for Infrastructure by COncrete Materials）[18] - 中国電力、鹿島建設、デンカにより開発
- CurveX（カーベックス）工法[19]
- D3SKY（ディースカイ、Dual-direction Dynamic Damper of Simple Kajima stYle：鹿島2方向制御ダイナミックダンパー）
- Hilo（ヒーロー、High leveling for long distance）
- KaCLASS[20]
- K-Mobile[21]
- Kトレース[22]
- LACsコンクリート[23]
- MAKフォーマー.20[24]
- NaviX工法[25]
- Stela UVC（Sterilization using ultraviolet Led in Air-conditioning system UVC）[26]
- 鹿島カットアンドダウン工法
- 型枠一本締め工法[27]
- スマート床版更新（SDR）システム[28]
- マイティフェザー[29]
- ロボプリン[30]

### 商品商標
- Air-vo（エアボ）[31]
- InCORE[32]
- KCITY-M（ケーシティ・エム）[33]
- K-ZeX[34]
- QRKAZAS（キューアールカザス）[35]
- TawaRemo（竹中工務店、鹿島建設、アクティオ、カナモトと共同開発）[36]
- moni-as（モニアス）[37]
- 鹿島スラッシュカット工法[38]
- フライングボックス工法[39]

### その他
- OCTPUS（オクトパス、Optimal Controlled Terminal fan Powered Unit System）[40]
- 遠隔集中管制システム[41]
- 間接外気冷房型の空調システム[42]
- 頭部固定式二重土留め工法[43]
- トライピア工法[44]
- みんなで学ぼう建設安全!どこでも安全アプリ（建設現場の技能労働者向け安全教育アプリ）[45]
- OPSODIS 1（英国サウサンプトン大学と共同開発した立体音響技術「OPSODIS」を搭載した小型スピーカー）[46]

## 主な施工物件
鹿島建設は創業者が女系の会社であるが、土木から鉄道、プラント、超高層まで幅広い物件を手がけている。また、社内の職長会はサクラ（日本の国花）にちなんだ名称を用いる事が特長である。近年は海外実績に伴い国際JV案件も引き受けるなど、海外からの評価も高い。
- 九頭竜ダム（事業者：国土交通省近畿地方整備局、電源開発）
- 宮ヶ瀬ダム（事業者：国土交通省関東地方整備局）
- 新KBブリッジ（日本-パラオ親善の橋）
- 神戸クリスタルタワー（設計と施工）
- FCGビル（フジテレビ本社ビル）
- 深川ギャザリア
- 霞が関ビルディング
- 松代大本営
- 国立新美術館
- 新宿パークタワー
- ザ・プリンス パークタワー東京
- 最高裁判所
- 両国国技館
- ユナイテッドアローズ原宿本店
- 女神大橋
- 箱根ラリック美術館
- アクトシティ浜松
- 埼玉スタジアム2002
- 野球場
  - 西武ドーム（ドーム化工事）
  - ナゴヤ球場（内野スタンド耐震補強を中心とした改修工事。名古屋支店担当）
  - 宮城球場（スタンド増設などの改修工事）
- 東京駅丸の内駅舎保存・復原工事（2012年10月1日完成）
- 原子力発電所
  - 福島第一原子力発電所（本体建屋）
  - 泊原子力発電所
  - 柏崎刈羽原子力発電所
  - 女川原子力発電所
- 御堂筋フロントタワー
- 中野セントラルパーク・サウス
- TOTOミュージアム
- ところざわサクラタウン
- 東京駅丸の内駅前広場
- GINZA SIX
- 三菱電機株式会社名古屋製作所第二FA開発センター
- マルイト難波ビル（大阪市浪速区、2009年竣工）
- 南海本線 紀ノ川橋梁（和歌山市、1903年竣工）土木学会選奨土木遺産
- プリンストン・デジタル・グループ（PDG）日本データセンター（さいたま市北区宮原）- オーストラリアのレンドリース開発との国際JV
- 東急不動産渋谷桜丘第一種市街地再開発計画  渋谷サクラステージ
- JASM熊本第一工場
- グランサンクタス淀屋橋（大阪市中央区）
- オービック御堂筋ビル（大阪市中央区）
- ブリーゼタワー（大阪市北区）
- ザ・梅田タワー（大阪市北区）
- 梅田ゲートタワー （大阪市北区）
- チャスカ茶屋町（大阪市北区）
- パシフィックマークス西梅田（大阪市北区）
- クレヴィアタワー中之島（大阪市福島区）
- クロスタワー大阪ベイ（大阪市港区）
- 大阪モード学園校舎（大阪市北区）
- ベル・パークシティ（大阪市都島区）
- The Kitahama（大阪市中央区）
- 帝人ビル（大阪市中央区）
- 大阪東京海上ビルディング（大阪市中央区）
- 読売テレビ本社ビル（大阪市中央区、1988年竣工）

- 岩手県庁舎 (岩手県盛岡市)
- 日本橋髙島屋三井ビルディング・日本橋髙島屋S.C.新館（C街区）

現在施工中の物件も数十件～数百件存在する。

## 開発地等
- 高幡鹿島台ガーデン54 - 東京都日野市南平、基本計画者：宮脇檀建築研究室、1984年
- フォレステージ高幡鹿島台 - 東京都日野市南平、基本計画者：宮脇檀建築研究室、鹿島建設、1998年
- フォレスト・ビューKAJIMA南山手
- 志木ニュータウン - 1971年から。民間企業による住宅地開発としては国内屈指
- とみや大清水21 - 宮城県黒川郡富谷町大清水一丁目 仙塩広域都市計画事業　富谷町大清水土地区画整理事業
- シーアイタウン利府・葉山ガーデンズポート - 宮城県利府町、伊藤忠都市開発との共同事業。
- センチュリーフォレスト - うぐいす住宅建替事業
- TOKYO TIMES TOWER - 秋葉原地区再開発事業に伴う超高層マンション
- 汐見台ニュータウン - 宮城県宮城郡七ヶ浜町汐見台、1980年
- 岡本レジデンス - アーキサイトメビウスと共同。世田谷区岡本の丘、邸宅マンションプロジェクト
- ウェストヒルズ16区 - 福岡市西区　福岡市の中心・天神地区の西方約10kmの丘にたつ住宅街
- うぐいす住宅 - 渋谷区鶯谷町
- 分譲レジデンス「マスタービューレジデンス」
- 埼玉県プロジェクト『七彩の街』彩の国 機能複合型住宅市街地整備事業 - リクルートコスモスほか4社の企業グループの事業計画最優秀案
- ラゾーナ川崎レジデンス - 駅直結、大型商業施設棟と大規模住宅棟
- 青葉台パークホームズ弐番館 - 三井不動産・鹿島建設の旧分譲、鹿島建設の施工で1995年に8月に竣工したマンション
- 日影山山林・ボナリ山林 - 福島県耶麻郡猪苗代町に位置する112.33ヘクタールの山林、1977年より保有[50]

## 不祥事
花岡事件
100人を超える中国人労働者が過酷な労働により死亡した花岡事件については当該項目を参照のこと。
耐震強度偽装事件
2005年に問題となった耐震強度偽装事件との関連で、鹿島と大林組が施工した物件でも構造計算書の偽装が確認された。両社は「不審に思わなかった」と釈明した。
ビル用外壁耐火基準不適合
2010年（平成22年）4月7日、建材メーカーの岐阜折版工業（岐阜県羽島郡岐南町）などと共同開発したビル用外壁が、耐火構造の仕様に適合しないことが判明した。
鉄骨傾斜建設強行
2010年（平成22年）12月、大阪市北区内で建設した21階建のビルについて、鉄骨1本が傾いたにもかかわらず、そのまま工事を続け、完工させていたことが判明した。
パイプライン死亡事故
2012年2月7日、岡山県倉敷市のJX日鉱日石エネルギー水島製油所で海底パイプラインをシールドトンネルで施工中に水があふれ出し、作業員5名が死亡した。原因は2013年現在も調査中である（倉敷海底トンネル事故）。
高級マンション、スリーブ600箇所開設忘れ
2013年（平成25年）12月、鹿島が施工となった東京都港区青山のマンション「ザ・パークハウス グラン南青山高樹町」について、水道管などを設置するための「スリーブ」と呼ばれる穴600ヶ所を開け忘れ、後から配管を通すために穴を開けた（コア抜き）際に一部の鉄筋が切断された。このため同マンションの事業主である三菱地所レジデンスは契約者への引渡しを中止し、鹿島の全額負担により解体と建て直しを行うこととなった。
中央新幹線談合
2018年（平成30年）3月2日 - 中央新幹線をめぐる談合で、担当部長が独占禁止法違反の容疑で東京地検特捜部に逮捕された。公正取引委員会の刑事告発を受け3月23日には法人としての鹿島建設と担当部長が起訴された。2021年（令和3年）3月1日、東京地裁から法人としての鹿島建設に罰金2億5000万円、担当部長に懲役1年6月、執行猶予3年が言い渡された。2023年（令和5年）3月2日、東京高裁は鹿島建設と元常務の控訴を棄却した。
住民監視・盗撮
2024年（令和6年）3月 - 6日、2020年に調布市で発生した東京外環トンネル掘削工事による陥没事故の補修工事に巡り、鹿島建設JVの工事関係者が住民を監視・盗撮しグループチャットで東日本高速道路に情報共有していたとしんぶん赤旗日曜版が報道。8日、住民と日本共産党・山添拓、吉良よし子参院議員は国土交通省と東日本高速道路に見解を問いただし、工事の中止を求めた。この報道を受け、鹿島建設は自社のホームページでコメントを発表し謝罪した。

## テレビ番組
- 日経スペシャル ガイアの夜明け 女たちの20年戦争～ニッポンの職場は変わったか～（2006年10月17日、テレビ東京）[62] - 企業の女性活用を取材。

## 提供番組
出典：
現在
- めざましテレビ（フジテレビ、月曜）
- 5時に夢中!（TOKYO MX、火曜）
- OHK Live（OHKテレビ、月曜・水曜・金曜、2025年1月 -　）
- 笑福亭鶴瓶 日曜日のそれ（ニッポン放送、日曜、2023年4月 - 2024年3月）

過去
- 今夜はナゾトレ（フジテレビ、火曜、2023年4月 - 9月）
- ショウアップナイター（ニッポン放送、木曜、2023年7月 - 9月）
- STVラジオファイターズLIVE2023（STVラジオ、木曜・金曜、2023年7月 - 9月）

## 関連人物
- 鹿島守之助 - 政治家、鹿島建設の中興の祖
- 渥美健夫 - 名誉会長
- 石川六郎 - 実業家、名誉会長、日本商工会議所第15代会頭。
- 中曽根康弘 - 二女が渥美健夫の長男 直樹の妻
- 中村満義
- 儀間真謹 - 参与兼空手道部師範、儀間派松濤館流最高師範
- 住吉秀松 - 戦前の台湾で前身の鹿島組を経て建設請負業住吉組を創業、台南の防災に貢献した慈善家。台湾では「台南消防の父」として知られる。
- 高澤廣志 - 楽天グループ副社長
- 矢口哲也 - 早稲田大学教授